# Gubernija
Gubernija (Губерния) — литовский пивоваренный завод в городе Шяуляй. Предприятие экспортирует продукцию в США, Латвию, Россию, Израиль, Германию и Швецию.
В 2005 году оборот предприятия составил 55 млн литов. 
В 2022 году компания приостановила поставку своей продукции на территорию Российской Федерации.

## Бренды
пиво:
- Gubernijos ekstra (5,5%, лагер)
- Baltaragio (4,3%, лагер)
- Kvietinis (4,8%, пшеничное)
- Tamsusis elis (5,9%, эль специальной технологии)
- Kunigaikščių (6,2%, портерного типа)
- Geros (7,5%)
- Grand[2] miežių (9,5%, светлый крепкий эль)
- Ledukas (2,5%)

квас:
- Šviesi kvietinė duonos gira (Светлый пшеничный хлебный квас)
- Tamsi ruginė duonos gira (Тёмный ржаной хлебный квас)